# La Soledad, Xochistlahuaca
La Soledad är en ort i Mexiko.   Den ligger i kommunen Xochistlahuaca och delstaten Guerrero, i den sydöstra delen av landet, 300 km söder om huvudstaden Mexico City. La Soledad ligger 815 meter över havet och antalet invånare är 1 302.
Terrängen runt La Soledad är huvudsakligen kuperad, men söderut är den bergig. Runt La Soledad är det ganska tätbefolkat, med 58 invånare per kvadratkilometer. Närmaste större samhälle är Tlacoachistlahuaca, 18,7 km sydväst om La Soledad. I omgivningarna runt La Soledad växer huvudsakligen savannskog.